# Waleri Nikolajewitsch Bragin
Waleri Nikolajewitsch Bragin (russisch Валерий Николаевич Брагин; * 31. Mai 1956 in Lesnoi, Russische SFSR, Sowjetunion) ist ein ehemaliger russischer Eishockeyspieler und heutiger -trainer. Er betreute über viele Jahre die russische U20-Nationalmannschaft, zuletzt war er Assistenztrainer beim SKA Sankt Petersburg.

## Karriere
Waleri Bragin begann seine Karriere als Eishockeyspieler beim HK Spartak Moskau, für den er von 1978 bis 1981 in der Wysschaja Liga, der höchsten sowjetischen Spielklasse, aktiv war und mit dem er 1980 den Spengler Cup gewann. Anschließend spielte der Angreifer acht Jahre lang für Spartaks Ligarivalen Chimik Woskressensk. Seine Laufbahn ließ der Russe beim Rødovre IK in der dänischen Eliteserien auslaufen. Mit den Dänen gewann er 1990 die nationale Meisterschaft und wurde ein Jahr später Vizemeister. Im Anschluss an die Saison 1993/94 beendete Bragin im Alter von 38 Jahren seine aktive Karriere.
Seine Trainerkarriere begann Waleri Bragin bei Chimik Woskressensk, Kristall Saratow und HK Spartak Moskau, den er in der Saison 2007/08 in der russischen Superliga als Cheftrainer betreute. Nach einem Jahr Pause wurde er für die Saison 2009/10 Cheftrainer bei Atlant Mytischtschi aus der Kontinentalen Hockey-Liga. 2010 übernahm Bragin das Amt als Cheftrainer der russischen U20-Nationalmannschaft, mit der er bei der U20-Junioren-Weltmeisterschaft 2011 auf Anhieb Weltmeister wurde. Beim Turnier 2012 gewann er mit der U20-Auswahl die Silbermedaille.
Zwischen Mai und Dezember 2012 stand Bragin als Cheftrainer beim HK ZSKA Moskau unter Vertrag, anschließend arbeitete er als Assistenz- und ab 2015 als Cheftrainer der russischen U20-Auswahl. Mit dieser gewann er 2015, 2016 und 2020 jeweils die Silbermedaille, sowie 2017 und 2019 die Bronzemedaille bei den Junioren-Weltmeisterschaften.
Im Januar 2020 wurde er sowohl beim SKA Sankt-Petersburg, als auch bei der russischen Herren-Nationalmannschaft Assistenztrainer von Alexei Kudaschow. Im Juni 2020 ersetzte er Kudaschow in beiden Positionen. Im November 2021 wurde Bragin als Nationaltrainer ersetzt und im Januar 2022 zum Assistenztrainer beim SKA degradiert.

## Erfolge und Auszeichnungen

### Als Spieler
- 1975 Goldmedaille bei der Junioren-Europameisterschaft
- 1975 Goldmedaille bei der Junioren-Weltmeisterschaft (inoffiziell)
- 1976 Goldmedaille bei der Junioren-Weltmeisterschaft (inoffiziell)
- 1976 Sowjetischer Meister mit dem HK Spartak Moskau
- 1977 Pokalfinalist mit dem HK Spartak Moskau
- 1980 Spengler-Cup-Gewinn mit dem HK Spartak Moskau
- 1981 Sowjetischer Vizemeister mit dem HK Spartak Moskau
- 1989 Sowjetischer Vizemeister mit Chimik Woskressensk
- 1990 Dänischer Meister mit dem Rødovre SIK ( als Spielertrainer)
- 1990 Spieler des Jahres der dänischen Eliteserien
- 1993 Bester Vorlagengeber (52) der dänischen Eliteserien

### Als Trainer
- 2004 Goldmedaille bei der U18-Junioren-Weltmeisterschaft (als Trainer)
- 2005 Silbermedaille bei der U20-Junioren-Weltmeisterschaft (als Trainer)
- 2011 Goldmedaille bei der U20-Junioren-Weltmeisterschaft (als Trainer)
- 2012 Silbermedaille bei der U20-Junioren-Weltmeisterschaft (als Trainer)
- 2015 Silbermedaille bei der U20-Junioren-Weltmeisterschaft (als Trainer)
- 2016 Silbermedaille bei der U20-Junioren-Weltmeisterschaft (als Trainer)
- 2017 Bronzemedaille bei der U20-Junioren-Weltmeisterschaft (als Trainer)
- 2019 Bronzemedaille bei der U20-Junioren-Weltmeisterschaft (als Trainer)
- 2020 Silbermedaille bei der U20-Junioren-Weltmeisterschaft (als Trainer)